# Sainovina
Sainovina (izvirno srbsko Саиновина) je naselje v Srbiji, ki upravno spada pod Občino Čajetina; slednja pa je del Zlatiborskega upravnega okraja.

## Demografija
V naselju živi 659 polnoletnih prebivalcev, pri čemer je njihova povprečna starost 40,7 let (40,6 pri moških in 40,9 pri ženskah). Naselje ima 260 gospodinjstev, pri čemer je povprečno število članov na gospodinjstvo 3,12.
To naselje je, glede na rezultate popisa iz leta 2002, večinoma srbsko, а у последњем попису, примећен је мањи пораст у броју становника.
|  |

| Demografija | Demografija     | Demografija     |
| Leto        | Št. prebivalcev | Št. prebivalcev |
| ----------- | --------------- | --------------- |
|             |                 |                 |
|             |                 |                 |
|             |                 |                 |
|             |                 |                 |
| 1948        | 1126            |                 |
| 1953        | 1174            |                 |
| 1961        | 1195            |                 |
| 1971        | 1305            |                 |
| 1981        | 1053            |                 |
| 1991        | 754             | 752             |
| 2002        | 814             | 810             |
|             |                 |                 |

| Etnična sestava po popisu iz leta 2002 | Etnična sestava po popisu iz leta 2002 | Etnična sestava po popisu iz leta 2002 | Etnična sestava po popisu iz leta 2002 | Etnična sestava po popisu iz leta 2002 |
| -------------------------------------- | -------------------------------------- | -------------------------------------- | -------------------------------------- | -------------------------------------- |
| Srbi                                   | Srbi                                   |                                        | 800                                    | 98,76%                                 |
| Muslimani                              | Muslimani                              |                                        | 1                                      | 0,12%                                  |
| Neznano                                | Neznano                                |                                        | 8                                      | 0,98%                                  |